# Ascaloptynx appendiculata
Ascaloptynx appendiculata is een insect uit de familie van de vlinderhaften (Ascalaphidae), die tot de orde netvleugeligen (Neuroptera) behoort. 
Ascaloptynx appendiculata is voor het eerst wetenschappelijk beschreven door Fabricius in 1793.